# Азов (Приморский район)
Азо́в (укр. Азов) — село в Борисовском сельском совете Приморского района Запорожской области Украины.
Код КОАТУУ — 2324880202. Население по переписи 2001 года составляло 156 человек.

## Географическое положение
Село Азов находится на левом берегу реки Кильтичия, на расстоянии в 3 км от Азовского моря,
выше по течению на расстоянии в 2,5 км расположено село Шевченко (Бердянский район),
ниже по течению на расстоянии в 6 км расположен город Приморск.
Рядом проходит автомобильная дорога М-14 (E 58).

## История
- 1922 год — дата основания.